# Imperfect for You
«Imperfect for You» (с англ. — «Несовершенна для тебя») — песня американской певицы и автора песен Арианы Гранде. Она была выпущена 8 марта 2024 года на лейбле Republic в составе седьмого студийного альбома исполнительницы Eternal Sunshine (2024). Песня была написана и с продюсирована Гранде, Максом Мартином и Ильёй Салманзаде. Питер Кам также указан как со-автор текста. Акустическая версия песни была выпущена 10 марта 2024 года в составе «Slightly Deluxe» версии альбома.

## Музыка и текст
«Imperfect for You» была последней песней, которую я записала для альбома, и она нравится мне больше всех. Я так люблю её. Я не знаю, почему это моя любимая песня, но я думаю, что это из-за её звучания, для меня она совсем другая, она очень триповая, в духе Rubber Soul, и это моя любимая музыка, которую я слушаю, и я не думаю, что когда-либо исследовала её для себя, но было очень весело обратиться к ней и создать что-то супер-триповое, органическое в стиле 60-х, просто запечатлеть такие вещи.— Ариана Гранде о песне
«Imperfect for You» длится три минуты и две секунды. Говоря о песне в интервью Зейну Лоу, Гранде назвала её одой друзьям, семье и близким, которые «принимают тебя таким, какой ты и есть» и «являются самыми искренними людьми в твоей жизни», а также уточнила, что это важная песня, которая «требует место нюансам и человечности».
В песне Гранде поёт о принятии несовершенства отношений, которые Billboard описывает как историю любви, в конечном итоге становящуюся «счастливой катастрофой».

## Живые выступления
Гранде впервые исполнила песню вживую 9 марта 2024 года на шоу Saturday Night Live вместе со вторым синглом из альбома Eternal Sunshine «We Can’t Be Friends (Wait for Your Love)».

## Чарты
| Чарты (2024)                        | Высшая позиция |
| ----------------------------------- | -------------- |
| Австралия (ARIA)                    | 80             |
| Канада (Billboard Canadian Hot 100) | 35             |
| Франция (SNEP)                      | 131            |
| Мир (Billboard Global 200)          | 25             |
| Португалия (AFP)                    | 57             |
| Великобритания (UK Streaming, OCC)  | 32             |
| США (Billboard Hot 100)             | 37             |